# Semaeomyia guyanensis
Semaeomyia guyanensis är en stekelart som beskrevs av Cameron 1911. Semaeomyia guyanensis ingår i släktet Semaeomyia och familjen hungersteklar. Inga underarter finns listade i Catalogue of Life.